# 家庭、私有制和国家的起源
《家庭、私有制和國家的起源──就路易斯·亨·摩爾根的研究成果而作》（德語：Der Ursprung der Familie, des Privateigenthums und des Staats: im Anschlub an Lewis H. Morgan's Forschungen），是恩格斯的一部阐述马克思主义的历史唯物主义理论的著作，出版於1884年。
恩格斯在馬克思去世後，整理馬克思的手稿時，发现马克思对摩尔根的著作《古代社会》所做的摘要和批语，恩格斯研究后认为有必要进行补充来写一部专门的著作阐述唯物主义历史观。此書於1884年用德文寫成，同年10月在瑞士蘇黎世出版，其後被翻譯成法、俄、英、日、中等多種文字，在世界各國產生了巨大影響。

## 内容
原书的副标题就是“就路易·亨·摩尔根的研究成果而作”，是用唯物主义的历史观来阐述摩尔根的研究成果，提出由于劳动生产力的发展，产生了私有财产，因此形成了阶级和阶级对立。由于各阶级的冲突导致以血亲家族为基础的旧社会被「炸毁」，被组成国家的新社会所取代，家庭制度受所有制支配。
恩格斯根据摩尔根对美洲印第安人社会的研究，补充他本人对古代罗马、希腊和日耳曼人社会的研究材料，论述了人类早期原始社会阶段和奴隶社会早期国家形成的历史，后来科学考古的发现也证明了恩格斯的基本论点是正确的。
《家庭、私有制和國家的起源》中科學地分析了人類早期發展階段的歷史，揭示了原始公社制度解體和以私有制度為基礎的階級社會形成的過程，闡明了階級社會的一般特徵，弄清了各個不同社會經濟形態中家庭關係發展的特點，剖析了國家的起源和實質，證明了國家隨著沒有階級的共產主義社會的徹底勝利而消亡的歷史必然性。

## 争议
但是对恩格斯的有些论点也有争议，恩格斯描述了人类社会由“母权制”向“父权制”的过渡，波伏娃认为历史上从来就没有存在过什麽“母权制”，女人在人类历史上从来也没有过权力。母系氏族社会时还不存在私有财产，女人对男人没有权力，当时男人是非常自由的，只是不承担抚养子女的义务，所以才形成了母系氏族社会。
现在的更多研究表明，母系氏族是原始部落开始有阶层分化的标志点,这些部落通常有泛灵论、图腾崇拜和复杂的献祭仪式，母系氏族中广泛存在祭祀阶层，祭祀多是族内的女性，她们的角色则是主持供奉神灵的仪式。这些氏族内部都存在“财产共有制”以及严格的男女分居和异族通婚，从而必须有一种社会分层和管理职能来维持。因为这种组织形式不可能以自足的系统存在，所以这可能是一种早期的僭主方式。